# Blepharella erebiae
Blepharella erebiae là một loài ruồi trong họ Tachinidae.